# Ákhjájiká
Az ákhjájiká átírásváltozat: akhyayika; speciális indiai irodalmi műfaj, amelynek lényege, hogy a cselekmény kizárólag az elbeszélő fantáziájának szüleménye, valós elemeket nem tartalmaz. Az így készült alkotások szinte minden alkalommal elbeszélő jellegűek; csaknem kizárólag prózában íródtak. Igazi virágkora a 12. század-14. századra tehető.